# Armand Rébillon
Armand Rébillon, né le 26 novembre 1879 à Saint-Georges-de-Reintembault et mort le 6 janvier 1974 à Nice est un historien français, auteur de plusieurs ouvrages sur la Bretagne.

## Biographie
Armand Rébillon fut notamment professeur d'histoire au lycée de Rennes,, puis professeur et maître de conférences à la faculté de Rennes,.
Il est fait chevalier de la Légion d'honneur en 1939.
Une rue de Rennes porte son nom.

## Publications sélectives
- Les États de Bretagne de 1661 à 1789 : leur organisation, l'évolution de leurs pouvoirs, leur administration financière, Imprimeries Réunies, Rennes, 1932, 792 p.
- Manuel d'histoire de Bretagne, J. Plihon, libraire-éditeur, Rennes, 1946, 176 p.
- Histoire de Bretagne, Armand Colin, Paris, 1957, 224 p.

## Distinctions
- Chevalier de la Légion d'honneur